# Oleksandr Sheydyk
Oleksandr Sheydyk (13 de septiembre de 1980) es un ciclista ucraniano.

## Palmarés
2007
- 1 etapa de la Vuelta a Serbia

2010
- 1 etapa del Gran Premio de Adigueya
- 3.º en el Campeonato de Ucrania en Ruta
- 2 etapas del Tour de Szeklerland
- 1 etapa del Tour de los Pirineos